# Strand (efternamn)
Strand, även skrivet Strandh, är ett svenskt efternamn. Den 31 december 2014 var följande antal personer bosatta i Sverige med namnvarianterna
- Strand 7 161
- Strandh 551

Tillsammans blir detta 7 712 personer. Namnet har använts som soldatnamn.

## Personer med efternamnet Strand eller Strandh

### A
- Anna Strand (född 1979), konstnär
- Anna-Carin Strand (född 1969), sångerska, dirigent och lärare
- Anton Strand (född 1975), brottmålsadvokat
- Arne Strand (född 1934), skådespelare
- Axel Strand (1893–1983), LO-ordförande, och  politiker, socialdemokrat

### B
- Birgit Strand (1945–2016), gift Sawyer, svensk historiker
- Björn Strand (1943–1996), skådespelare

### D
- Dieter Strand (1936–2025), journalist och författare

### E
- Embrik Strand (1876–1947), norsk entomolog
- Erik Strand, flera personer
  - Erik Strandh (1908–1995), revisor och politiker
  - Erik Strand (företagsledare) (född 1951)
  - Erik Strand (idrottare) (född 1986), triatlet
- Erika Strand Berglund (född 1975), författare och radiopratare

### G
- Gustaf Strand (1922–2007), längdhoppare
- Gustav Strandh (1907–1978), konstnär
- Gösta Sigvard Strand (1917–1998), konstnär

### H
- Harald Christian Strand Nilsen(född 1971), norsk utförsåkare

### J
- Johan Samuel Strand (1786–1860), organist och orgelbyggare
- Jörgen Strand (född 1962), åländsk politiker

### K
- Karin Strand (född 1970), litteraturvetare och arkivarie

### L
- Leif Strandh (född 1967), fotbollsspelare och ledare
- Leif Strand (musiker) (1942–2021), dirigent, tonsättare och arrangör
- Lennart Strand (1921–2004), medeldistanslöpare och pianist
- Lina Strand (född 1988), orienterare
- Linda Strand Lundberg (född 1976), skeptiker

### M
- Malin Strand (född 1993), löpare
- Marcus Strand (född 1984), klassisk gitarrist och teorbist
- Margareta Strand (född 1945), konstnär
- Marianne Strand (född 1967), kortfilmsregissör och manusförfattare
- Marika Strand (född 1963), skådespelare
- Mark Strand (1934–2014), amerikansk poet och översättare
- Marlene Strand (född 1986), sångerska och låtskrivare
- Monica Strand (född 1965), löpare

### N
- Niclas Strand (född 1974), skådespelare och underhållare

### P
- Paul Strand (1890–1976), amerikansk fotograf och filmare
- Pehr Strand (1756–1826), spelurmakare, instrumentmakare och orgelbyggare
- Pehr Zacharias Strand (1797–1844), orgelbyggare
- Per-Olov Strand (född 1977), bandyspelare

### R
- Roar Strand (född 1970), norsk fotbollsspelare

### S
- Sigvard Strandh (1921–1987), museiman, teknikhistoriker och författare
- Simon Strand (född 1993), fotbollsspelare
- Staffan Strand (född 1976), höjdhoppare
- Stig Strand (född 1956), utförsåkare och TV-kommentator
- Sture Strand (1931–2021), bandyspelare
- Sven Strandh (1906–1986), mångkampare och tulltjänsteman
- Sölve Strand (1921–1993), kompositör och dragspelare

### T
- Thomas Strand (född 1954), politiker, socialdemokrat

### U
- Urban Strand (född 1950), barnskådespelare

### V
- Victor B. Strand (1898–1983), dansk affärsman